# Fischer-Tropsch-processen
Fischer-Tropsch-processen är en metod att utvinna syntetiska, kolvätebaserade drivmedel och kemikalier ur andra råvaror än mineralolja. Processen omvandlar syntesgas (även kallat syngas), som fås genom förgasning av råvara som innehåller grundämnena kol och väte, till längre kolväten. Främst används FT-syntes för att producera flytande kolväten som syntetiska drivmedel som produceras i olika förvätskningsverksamheter som GTL, BTL och CTL.

## Beskrivning av processen
Fischer-Tropsch-processen går ut på att producera kolväten ur syngas, en blandning av kolmonoxid och vätgas. Kolmonoxiden och vätgasen erhålls genom partiell oxidation, förgasning av till exempel kol eller biomassa. Fischer-Tropsch-processen kallas även för indirekt förvätskning, eftersom fasta energiråvaror som kol och biomassa först förgasas till så kallad syntesgas, en blandning av kolmonoxid (CO) och vätgas (H2). Syntesgasen förs sedan över en katalysator bestående av järn eller kobolt, som finns i en kemisk reaktor. Vätskeformiga kolväten bildas. Vax i fast form kan också bildas.
Fischer-Tropsch-processen kan även använda gasformiga råvaror som naturgas, fackelgas eller biogas, det vill säga främst metan (CH4). Gaserna etan, propan och butan kan också ingå. I princip kan även flytande energiråvara användas. Alla råvaror som är energirika och innehåller grundämnena kol och väte kan omvandlas till syntesgas, vilket är den egentliga råvaran till Fischer-Tropsch-processen.
Kolvätena som bildas i processen har alla storlekar från metan till långa kedjor av fast vax, men oftast styrs processen mot produktion av flytande kolväten. Kolvätena är främst av typen alkaner (paraffiner) eller alkener (olefiner). Då dieselolja framställs genom Fischer-Tropsch-processen kallas den även för syntetisk dieselolja, BTL eller GTL.
Exempel på kemiska reaktioner under Fischer-Tropsch-processen:
{\displaystyle {\rm {n\ CO+2n\ H_{2}\rightarrow }}}{\displaystyle {\rm {+\ n\ H_{2}O}}}
{\displaystyle {\rm {2n\ CO+n\ H_{2}\rightarrow }}}{\displaystyle {\rm {+\ n\ CO_{2}}}}
De bildade metylengrupperna bygger upp molekyler, alkaner (paraffiner): CH4 och CH3-(CH2)n-CH3, där n är ett heltal mellan 0 och ca 50. Molekylkedjor med fler än fyra kolatomer i kedjan är flytande vid rumstemperatur (ca 20°C). 
Om kolvätekedjorna hinner byggas upp under längre tid, blir det stora molekyler, vax. Om kedjorna byggs upp under kortare tid och sedan reagerar med väte i ändan av kedjorna, så blir det mindre molekyler. Om gashastigheten över katalysatorn är högre, liksom temperaturen, så blir kedjorna kortare.
Kedjorna kan även omlagras:
Vid omlagring kan alkener (olefiner) bildas enligt exemplet:
{\displaystyle {\rm {-CH_{2}\!-\!CH_{2}\!-\!CH_{2}-\ \rightarrow \ CH_{3}\!-\!CH\!=\!CH_{2}}}}
Omlagring kan även göra att de raka alkanerna (paraffinerna) får en till två grenar:
   {\displaystyle \rightarrow }
Vidare kan en kedja termineras (avslutas) med hjälp av kolmonoxid (CO) istället för vätgas (H2). Då bildas till exempel alkoholer,
och aldehyder.

## Historik
Fischer-Tropsch-processen uppfanns av de tyska forskarna Franz Fischer och Hans Tropsch på 1920-talet. Under andra världskriget rådde oljebrist i Tyskland. Därför användes processen för att framställa syntetiska drivmedel för dieselmotorer. En annan process, som ofta förväxlas med Fischer-Tropsch-processen är Bergiusprocessen som innebär att råvaran brunkol genomgår så kallad direkt förvätskning till bensin. Den processen användes också i Tyskland under 2:a världskriget.
Efter 2:a världskriget minskade intresset för Fischer-Tropsch-processen och andra förvätskningsprocesser på grund av låga råoljepriser. I Sydafrika byggdes dock Fischer-Tropsch-anläggningar för att försörja landet med drivmedel och kemikalier som skulle ersätta petroleumprodukter när det var avskuret från råoljeimport. Sydafrika har även världens billigaste kolråvaror i enorma kolfält. Fischer-Tropsch-anläggningarna finns kvar och har byggts ut efter att apartheid avskaffades år 1994 och oljebojkotten mot landet upphörde.
Fischer-Tropsch-drivmedel (FT-drivmedel), i synnerhet FT-dieseldrivmedel, kan framställas väldigt rena, fria från aromater, polyaromater (PAH), andra cykliska kolväten och svavel. FT-drivmedel är därför luktsvaga, icke giftiga och bionedbrytbara. Det har därför blivit alltmer intressant att använda dem av arbetsmiljöskäl i dieseldrivna arbetsmaskiner då avgaserna blir relativt rena och luktsvaga. Fordon som nästan alltid körs i storstädernas innerstäder, till exempel bussar, distributionslastbilar och taxi, förorenar innerstädernas luft mindre, om de drivs med FT-drivmedel. I synnerhet om de är av äldre sort, och saknar katalysatorer i avgas-systemen.
FT-drivmedel där syntesgasen framställts ur biomassa och biogas istället för ur naturgas och stenkol kallas för BTL och anses vara alltmer intressant att använda som alternativt drivmedel / biodrivmedel.

## Användningsområden
I Malaysia används metoden för att framställa dieseldrivmedel med låg svavelhalt, fotogen, fettalkoholer och vaxer, med naturgas som råvara till syntesgasen. Anläggningar är även under uppstart i Arabvärlden. Då naturgas och fackelgaser är råvara till syntesgasen, som är råvara till Fischer-Tropsch-processen, så kallas processen även för GTL eller Gas-To-Liquids.
De sydafrikanska anläggningarna används för att tillverka bensin, jetbränsle och dieselolja, samt en mängd olika kolvätebaserade kemikalier och monomerer / polymerer, främst med stenkol som råvara till syntesgasen. Då stenkol används som råvara till syntesgas till processen, så kallas processen även för CTL eller Coal-To-Liquids.
På samma sätt kallas processen för Biomass-To-Liquids (BTL) om biomassa är råvara till syntesgas till Fischer-Tropsch-processen. I Finland är UPM på gång med att starta upp en FT-Process baserad på skogsavfall. I Tyskland finns en anläggning ägd av företaget Choren GmbH i södra Sachsen.
I Sverige finns företaget Ecopar AB som säljer Fischer-Tropsch-dieseldrivmedel.
I Långsele planerar energibolagen Uniper och Sasol ecoFT att använda Fischer-Tropsch-processen för att producera hållbart flygbränsle i industriell skala inom det gemensamma projektet SkyFuelH2. I anläggningen ska bränsle tillverkas av biomassa från skogsbrukets restprodukter och vätgas producerad av förnybar el.